# سفارة لبنان في البرازيل
سفارة لبنان في البرازيل هي أرفع تمثيل دبلوماسي لدولة لبنان لدى البرازيل. تقع السفارة في برازيليا وهي تهدف لتعزيز المصالح اللبنانية في البرازيل.

## وصلات خارجية
- قائمة سفارات لبنان
- قائمة السفارات في البرازيل